# Kanaal Almelo-Nordhorn

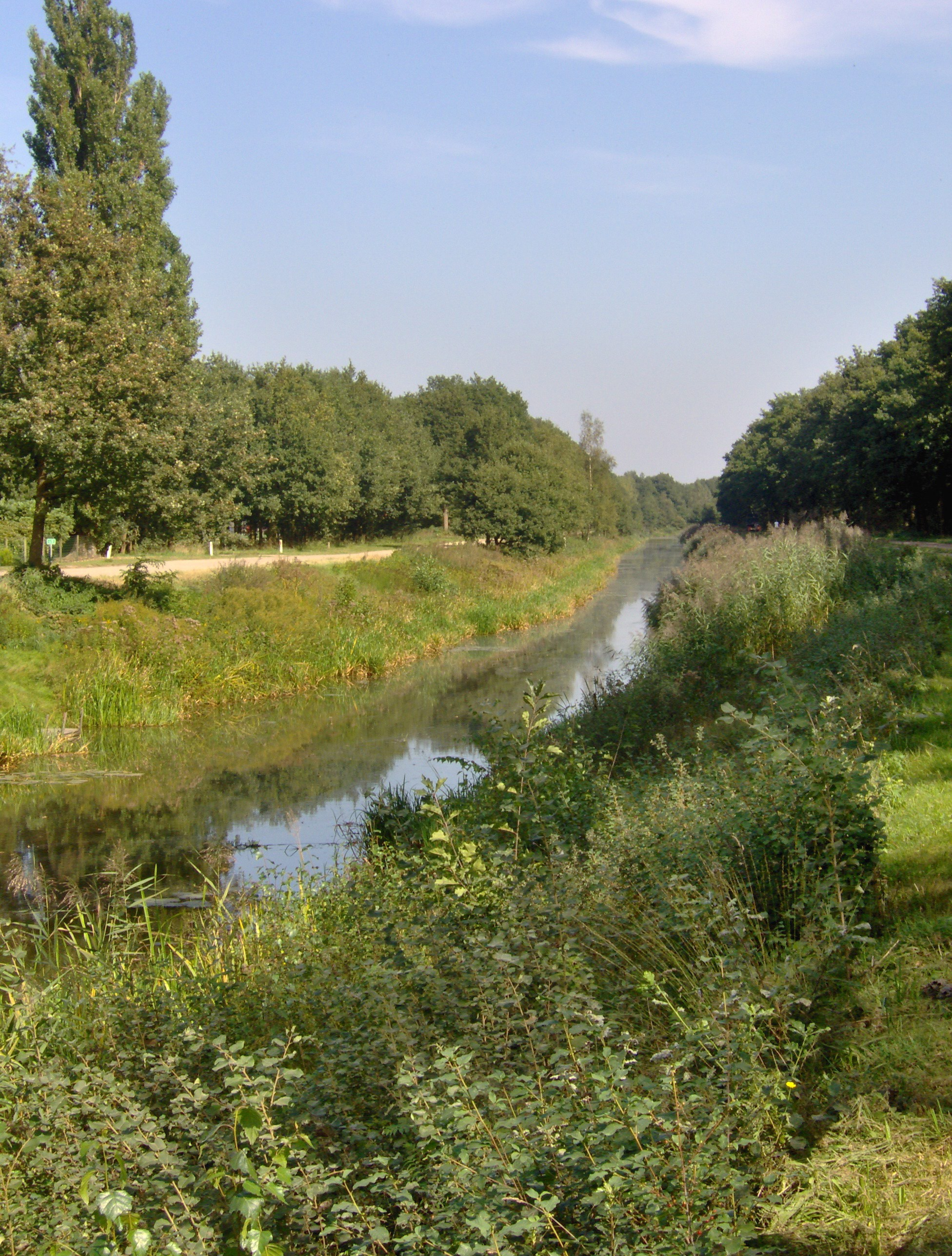
Het kanaal Almelo-Nordhorn bij Albergen

Het kanaal Almelo-Nordhorn of Almelo-Nordhornkanaal (Duits: Nordhorn-Almelo-Kanal, afgekort: NAK) is een kanaal tussen de Nederlandse stad Almelo en de Duitse stad Nordhorn. Het kanaal wordt al sinds 1960 niet meer als scheepvaartroute gebruikt. Enkel aan Duitse zijde is het kanaal voor kleine boten nog bevaarbaar.

## Ligging
Het 37,6 kilometer lange kanaal, dat bij benadering 200.000 m³ water kan bevatten, had oorspronkelijk een breedte van 13,9 meter aan de oppervlakte en 7,5 meter op de bodem.
Bij Almelo ligt het kanaal op een hoogte van tien meter boven NAP, bij de grens met Duitsland ligt het op 21,5 meter boven NAP.
Nabij het kanaal ten noorden van Rossum  ligt het bodemkundige monument de Hunenborg.

## Kunstwerken
Oorspronkelijk beschikte het kanaal over zes sluizen en tien ophaalbruggen, maar de meeste daarvan zijn niet behouden. Zo bevonden zich van oorsprong bij Almelo, Albergen en Reutum sluizen in het kanaal. De eerste is vervangen door een stuw. Bij Reutum betreft het een koppelsluis. Tussen Weerselo en Fleringen doorkruist de provinciale weg 343 het kanaal en hier is de oude ophaalbrug vervangen door een afgesloten stuw. In Volthe, ten noordwesten van Denekamp, staat het monumentale schuivenhuisje, waar de rivier de Dinkel het kanaal kruist. Vlak bij de Nederlands-Duitse grens ligt de sluis Frensdorfer Haar, de enige sluis aan Duitse zijde. In Nordhorn bevindt zich de Klukkert-Hafen. Bij Nordhorn is het Almelo-Nordhornkanaal verbonden met de Vecht en via een verbindingskanaal aangesloten op het Eems-Vechtkanaal.

## Geschiedenis
Het kanaal Almelo-Nordhorn werd gegraven aan het eind van de 19e eeuw. Het kanaalvak van Almelo tot de grens bij Denekamp werd in 1886 in gebruik genomen. Het laatste gedeelte, de verbinding met het Eems-Vechtkanaal in Nordhorn, kwam gereed in 1902. Aanleiding van de aanleg was een verdrag tussen de Nederlandse en Pruisische regering uit 1876, dat gesloten werd omdat men hoge verwachtingen had van verbindingen tussen waterwegen in Duitsland en Nederland. Tot drukke scheepvaart kwam het niet, omdat bij de voltooiing van het kanaal de schepen al te groot waren voor het ondiepe water. In het topjaar 1912 telden de sluiswachters nog geen vijfhonderd schepen, minder dan twee per dag. Dit aantal nam nog verder af na de opening van het Twentekanaal. In 1960 voer het laatste (turf-)schip door het kanaal.

## Huidige functie
Sinds de sluiting voor de scheepvaart in 1960 heeft het kanaal zich tot een natuurgebied ontwikkeld met vele soorten bloemen, vissen en vogels. De laatste jaren zijn er plannen om (een deel van) het kanaal geschikt te maken voor de grensoverschrijdende recreatievaart. Er is kritiek op deze plannen vanwege het risico op verlies van natuurwaarden.
Daarnaast kan het kanaal beschouwd worden als een industrieel monument uit de tweede helft van de 19e eeuw. Zijn vormgeving is sinds 1886 grotendeels ongewijzigd gebleven.
Aan het oosteinde van het kanaal te Nordhorn werd na restauratie in 2006 de kleine binnenhaven Nino-Klukkerthafen voor scheepvaart door kleine vrachtschepen vrijgegeven.

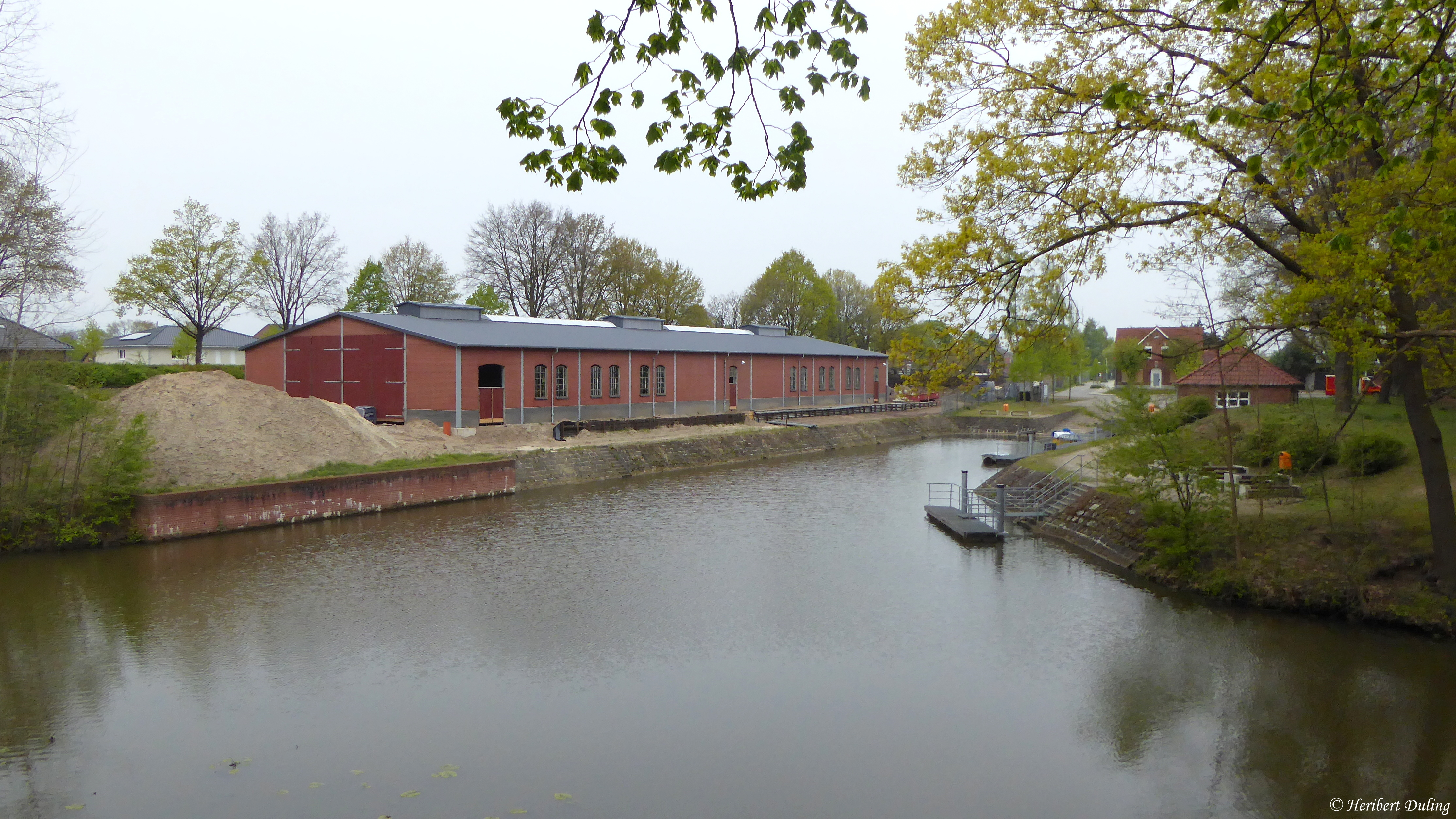
Nino-Klukkert-haven te Nordhorn (2017)
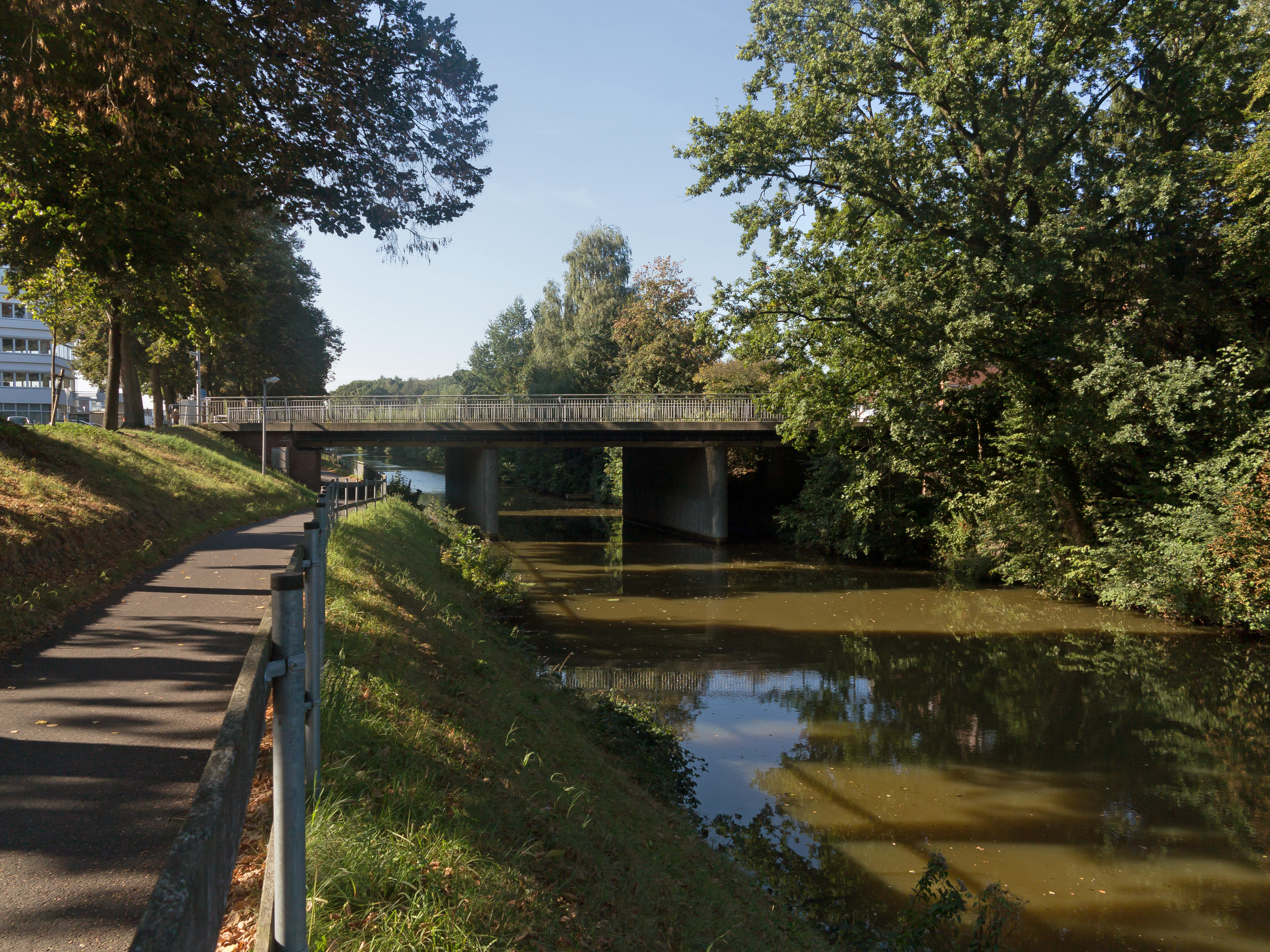
Viaduct over het kanaal (bij de Bentheimer Straße)
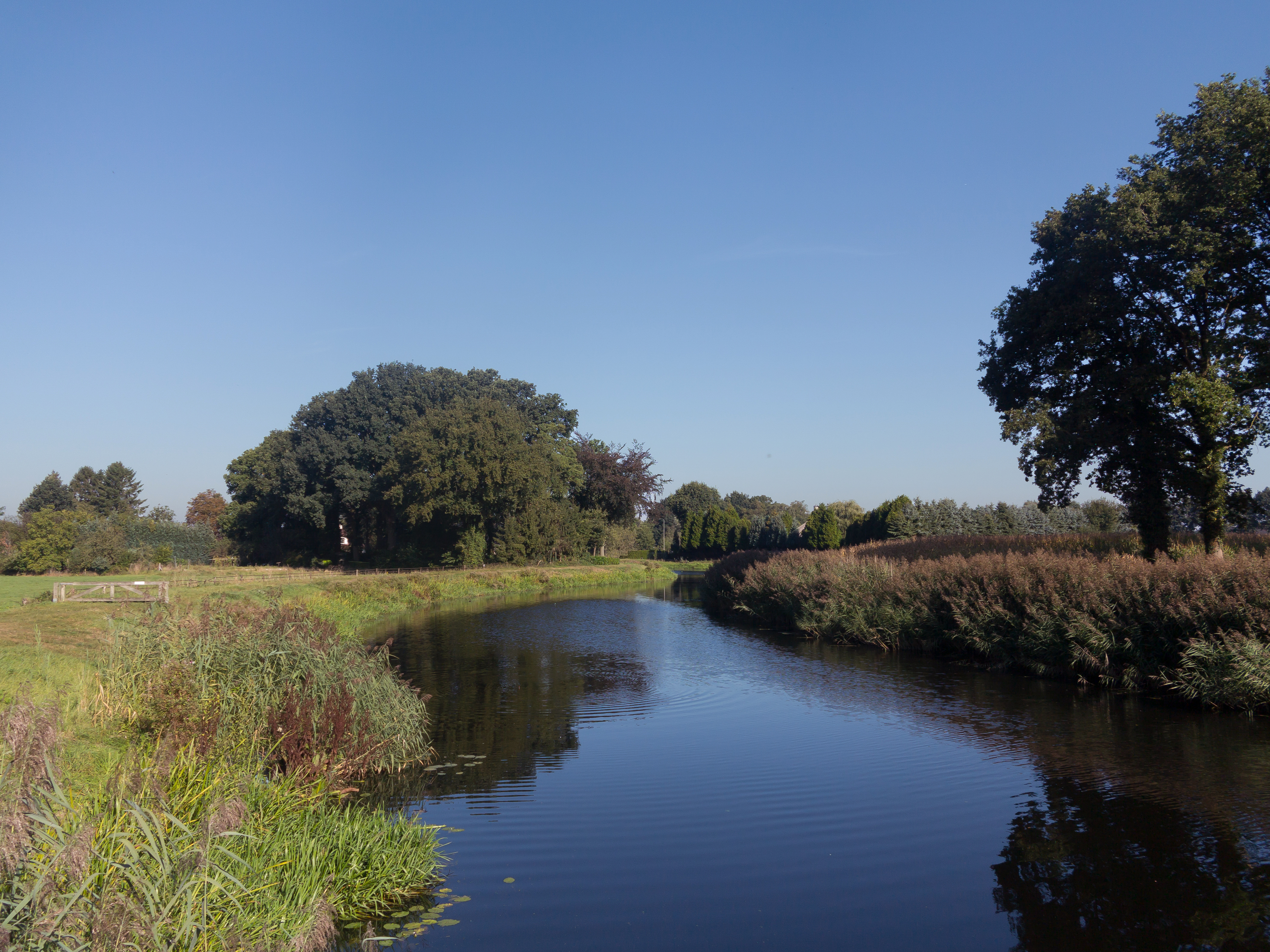
Kanaal Almelo-Nordhorn bij Denekamp
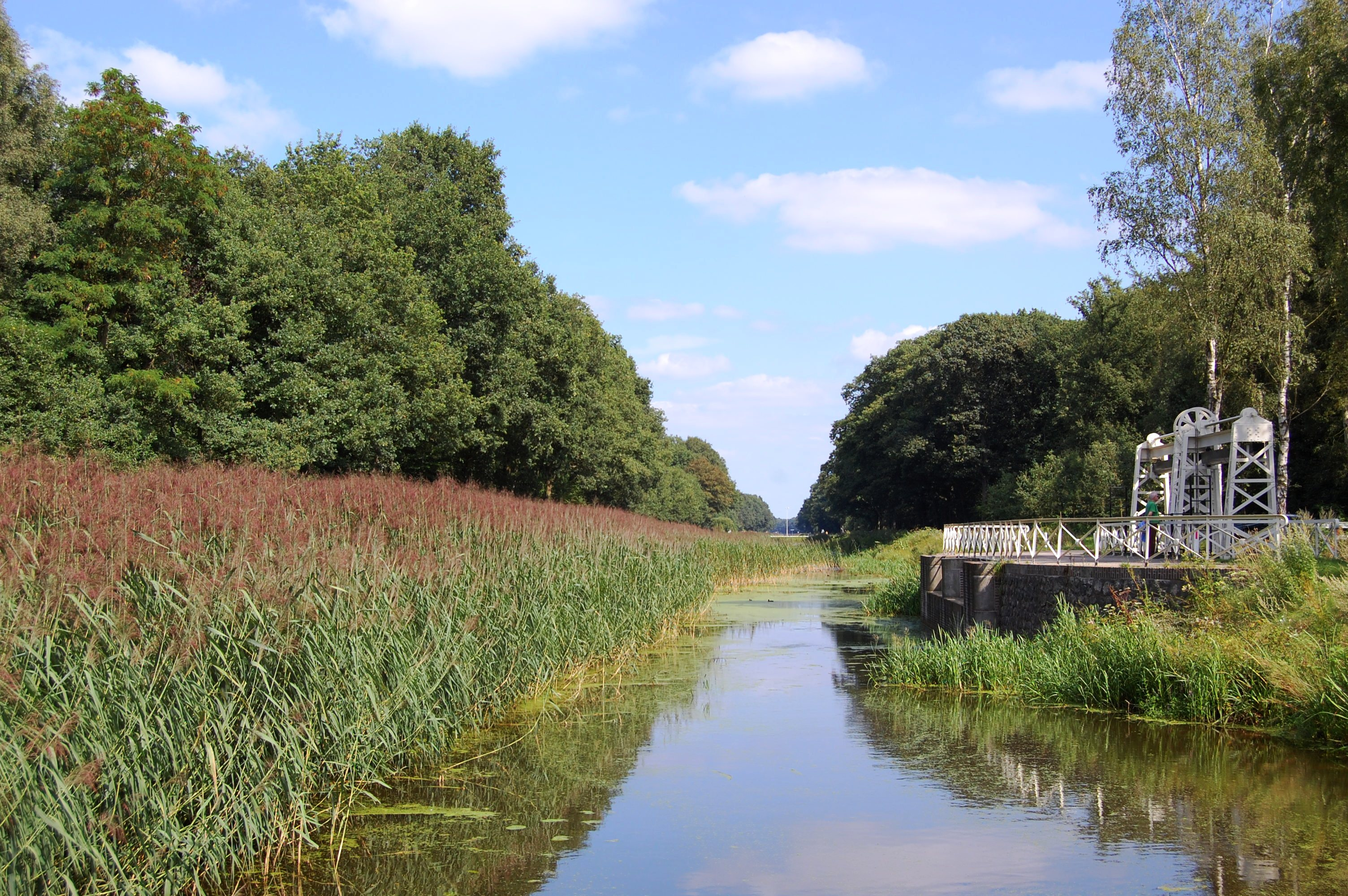
De Stoneyschuiven in het kanaal Almelo-Nordhorn
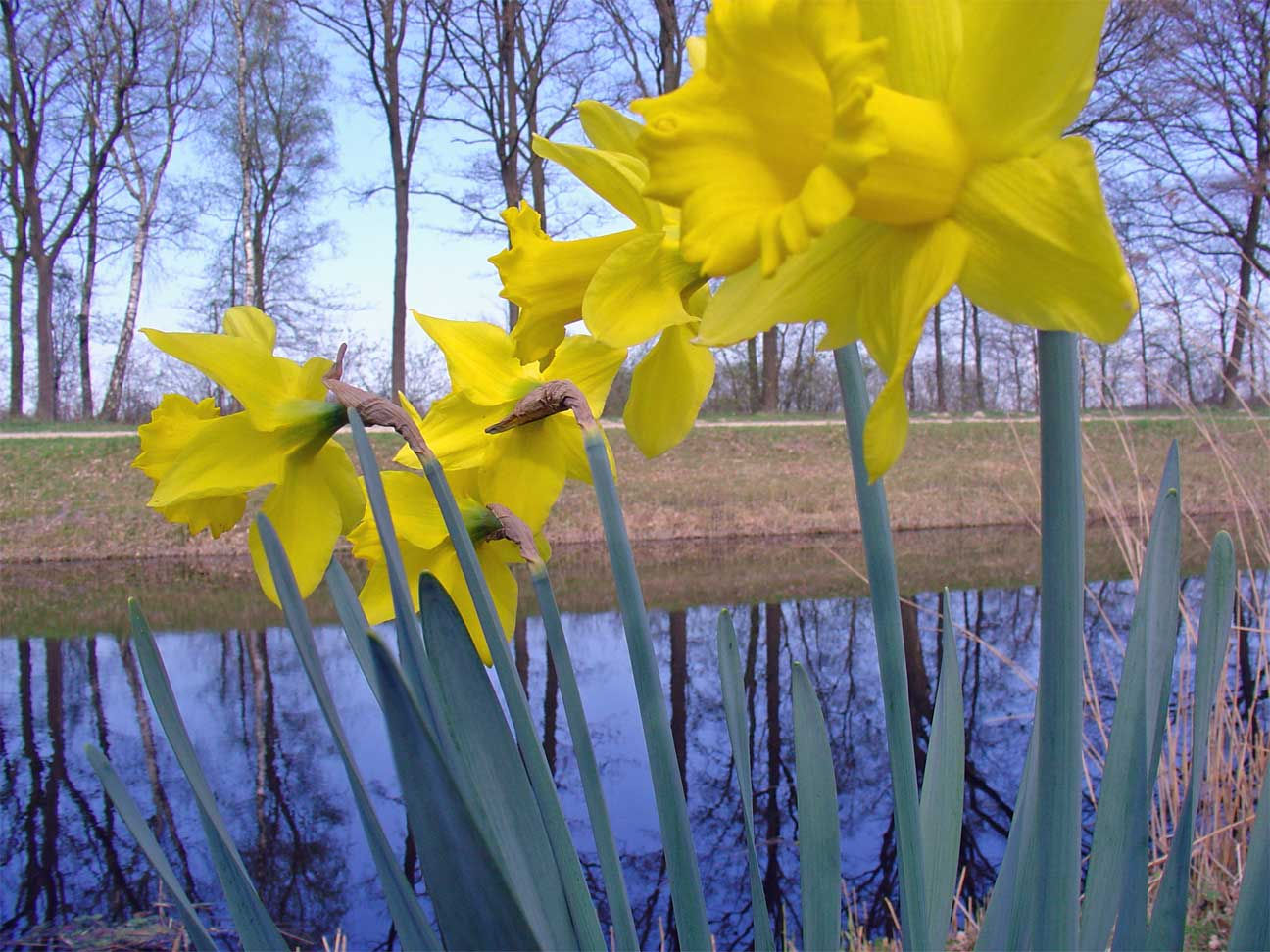
Kanaal Almelo-Nordhorn ten zuiden van Ootmarsum
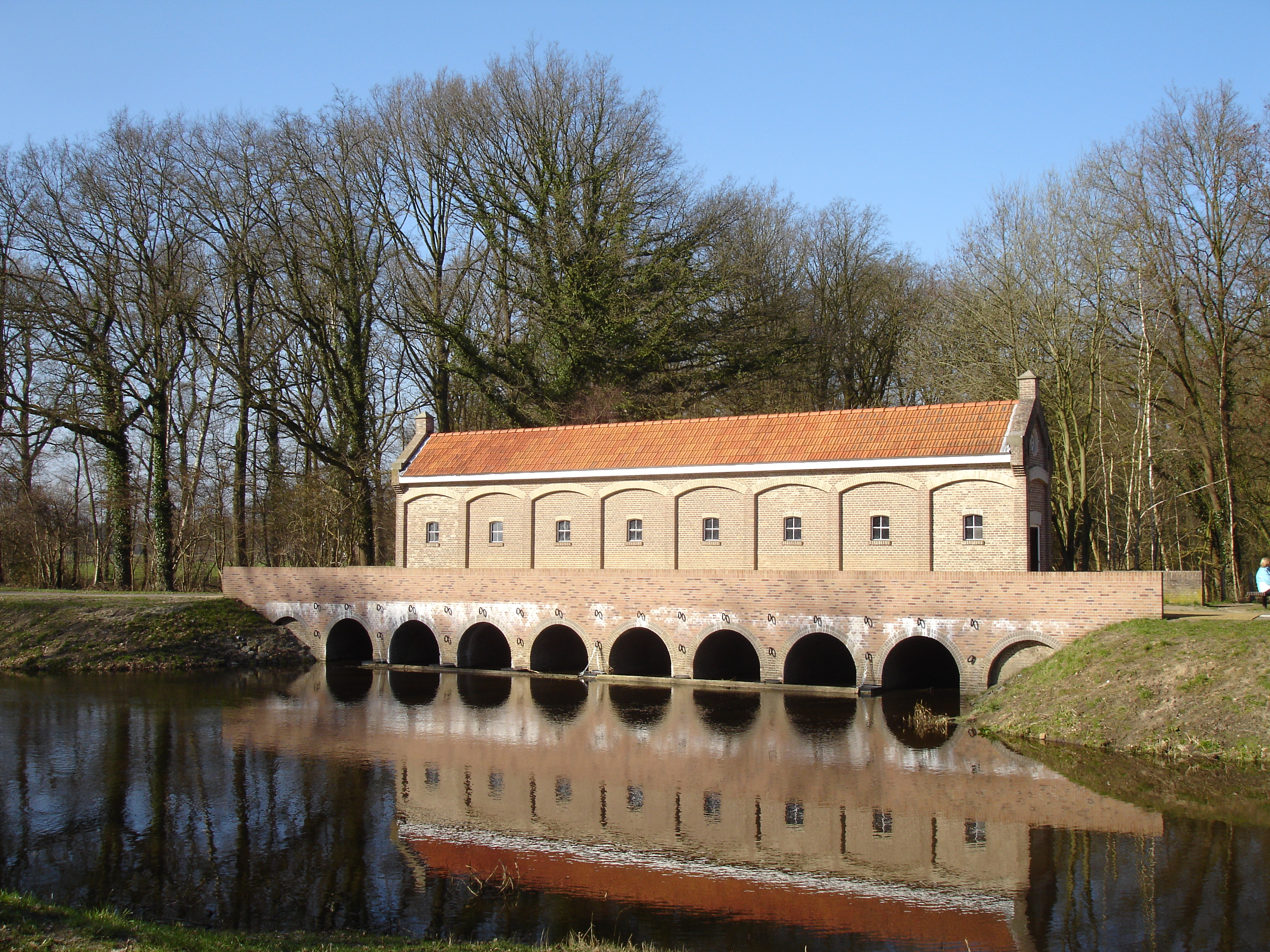
Schuivenhuisje